# Distretto di Podunavlje
Il distretto di Podunavlje (in serbo: Podunavski okrug o Подунавски округ) è un distretto della Serbia centrale.

## Comuni
Il distretto si divide in tre comuni:
- Smederevo
- Smederevska Palanka
- Velika Plana